# Nationalpark Garajonay
Der Nationalpark Garajonay (spanisch Parque Nacional de Garajonay) liegt inmitten der Kanarischen Insel La Gomera.
Mit einer Größe von 3.984 Hektar umfasst der 1981 gegründete Nationalpark 10 Prozent dieser Insel. Sein spezielles Ökosystem wurde 1986 zum Weltnaturerbe der UNESCO erklärt. Seit 1988 ist das Gebiet auch Europäisches Vogelschutzgebiet.

## Landschaftsgenese
La Gomera ist vulkanischen Ursprungs; der letzte Vulkanausbruch fand vor zwei Millionen Jahren statt. Durch Wassererosion hat sich auf der Insel ein steiles Relief gebildet, das von tiefen Schluchten durchzogen wird. Charakteristisch sind die als „Roques“ bezeichneten, durch Erosion freigelegten Vulkanschlote.
Die Wälder im Park sind ein Relikt der während des Tertiär auch in Europa und im Mittelmeerraum (Südeuropa, Nordafrika und Südwestasien) häufigen subtropischen Lorbeerwälder. Während in Europa diese Pflanzen durch die Eiszeiten verschwanden (im Mittelmeerraum während der letzten Eiszeit), konnte sich diese Pflanzengesellschaft teilweise auf La Gomera, auf den übrigen Kanarischen Inseln, sowie auf Madeira und den Azoren (Makaronesische Inseln) halten.
Der Nationalpark umfasst die zentrale Hochfläche der Insel mit dem 1.487 Meter hohen Garajonay und die nördlich anschließenden, steilen Inselflanken, wo sich beim Aufsteigen der feuchten Passatwinde durch Abkühlung oft dichte Passatwolken bilden. Wenn dann die Feuchtigkeit der Wolken an der üppigen Vegetation kondensiert, spricht man auch von horizontalem Regen. Wie ein Schwamm nimmt der Boden das Wasser auf, und es kann zu einem nicht unerheblichen Grundwassereintrag kommen. Das zur Regenzeit schnell versickerte, gespeicherte Wasser tritt aus zahllosen Quellen wieder an die Oberfläche.

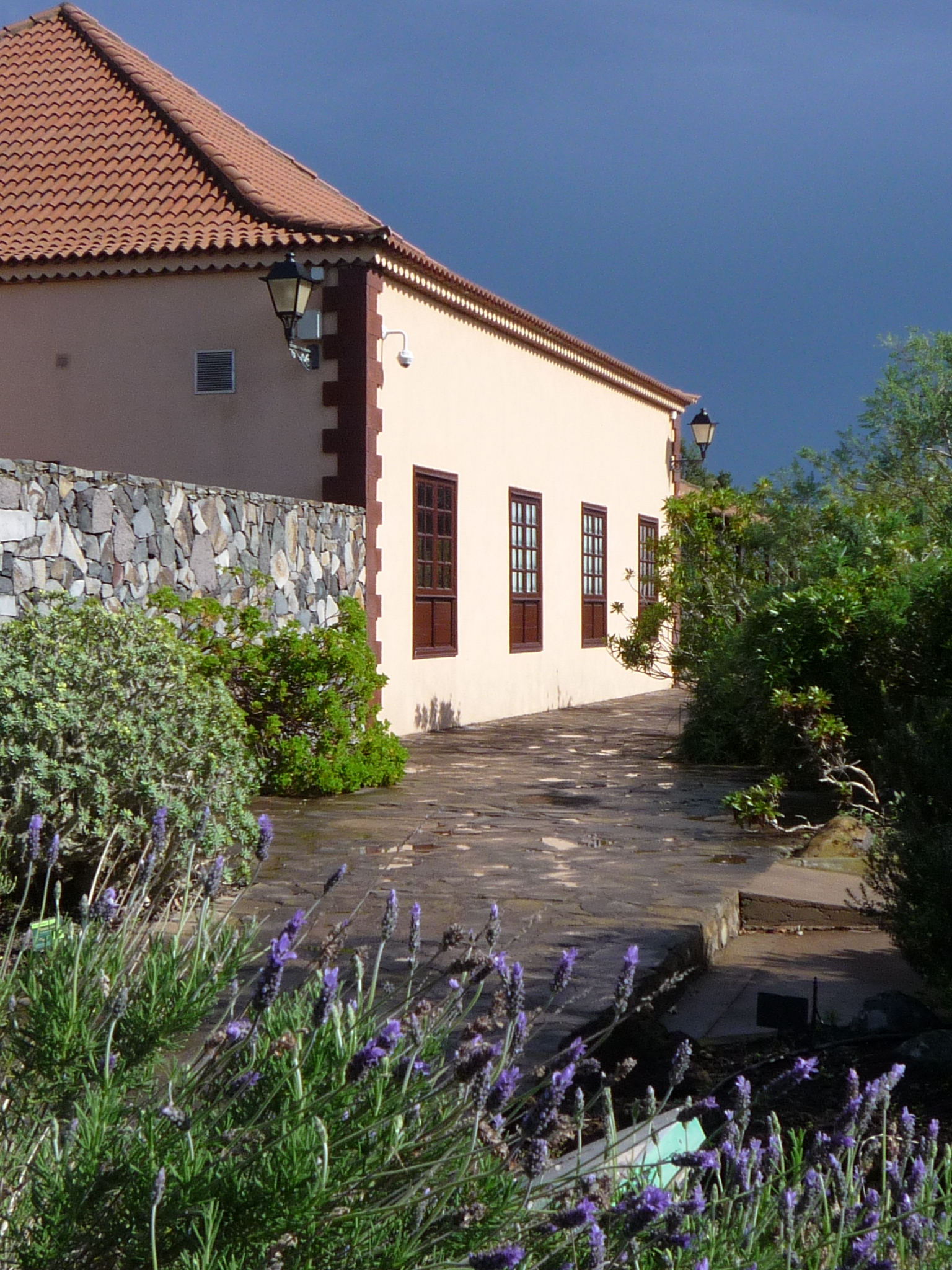
Besucherzentrum Juego de Bolas
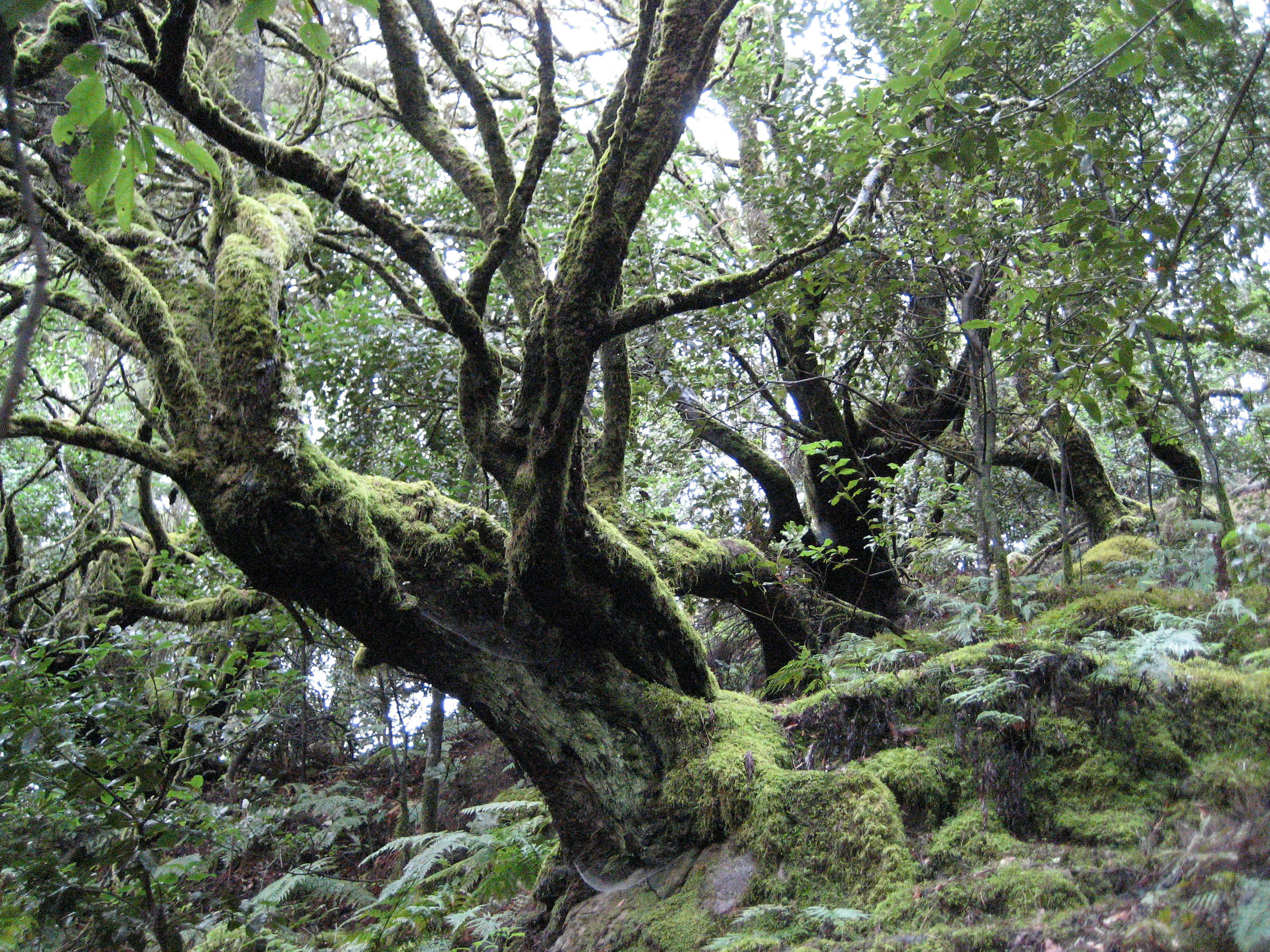
Laurisilva, Lorbeerwald
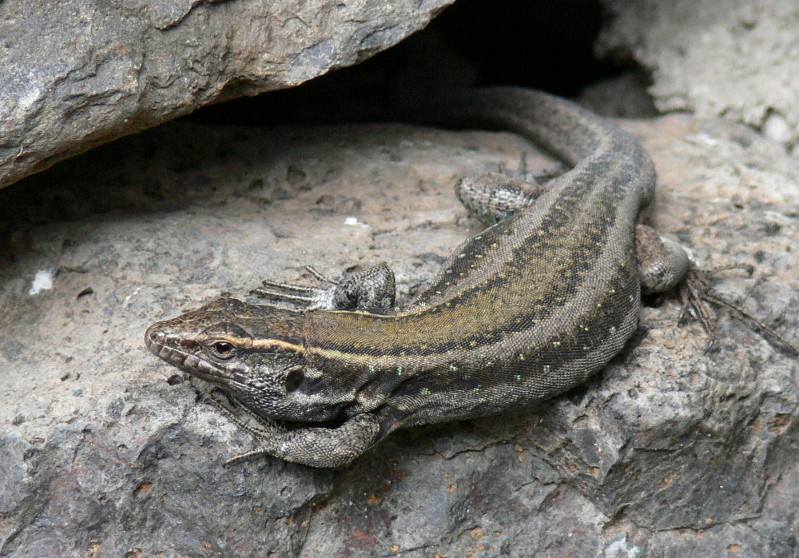
Kleine Kanareneidechse (Gallotia caesaris gomerae)
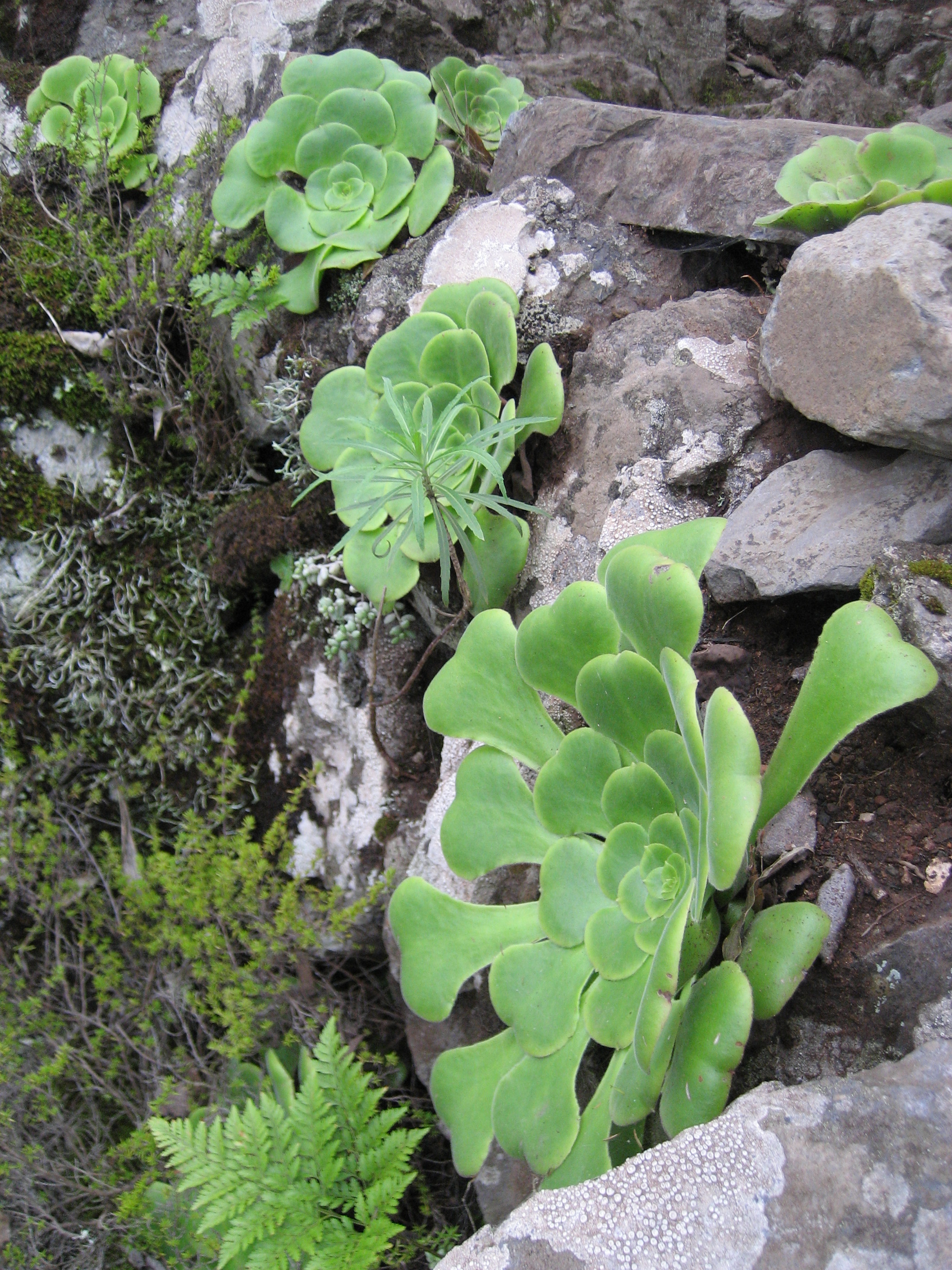
Dickblattgewächse im Nationalpark Garajonay

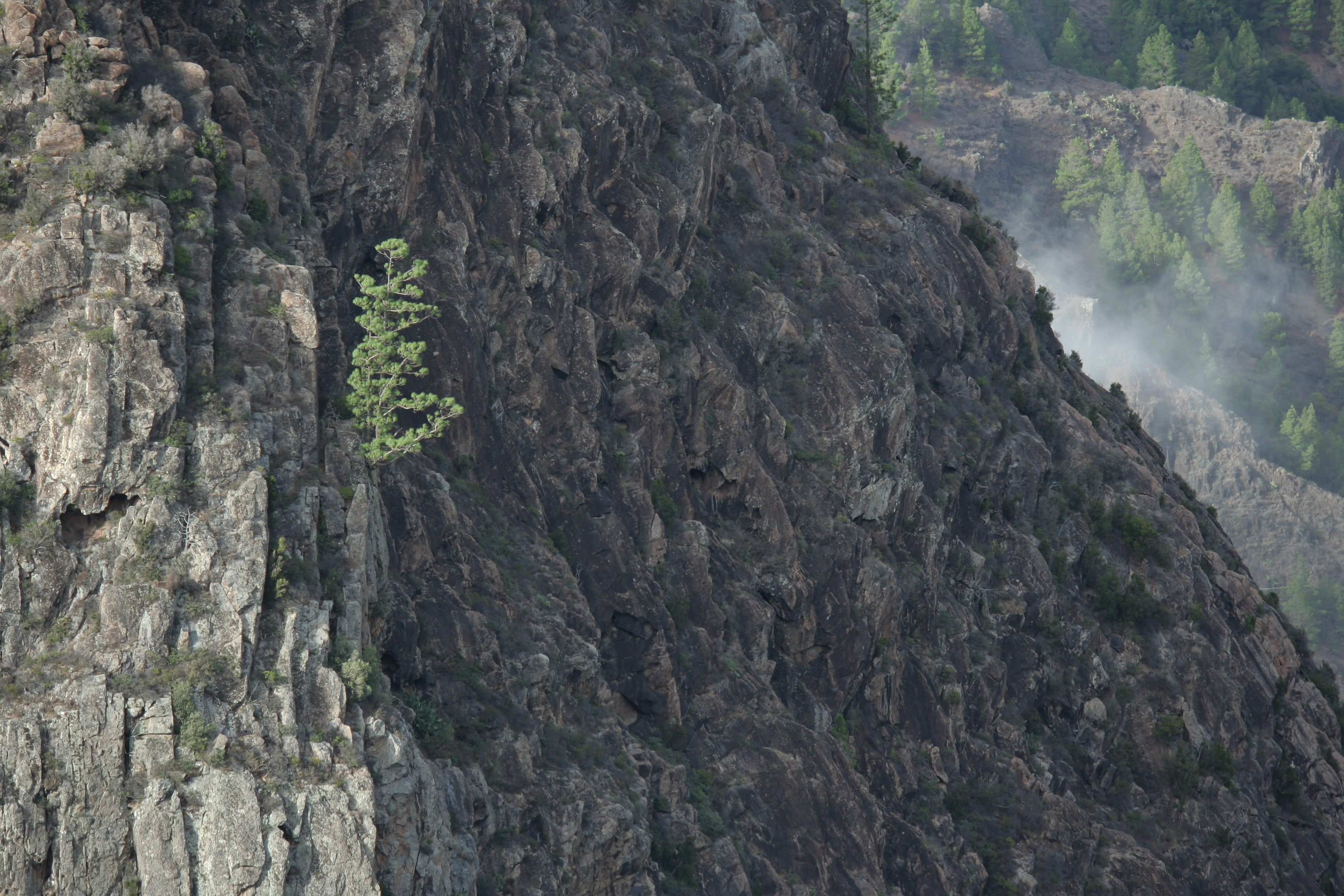
Roque Ojila
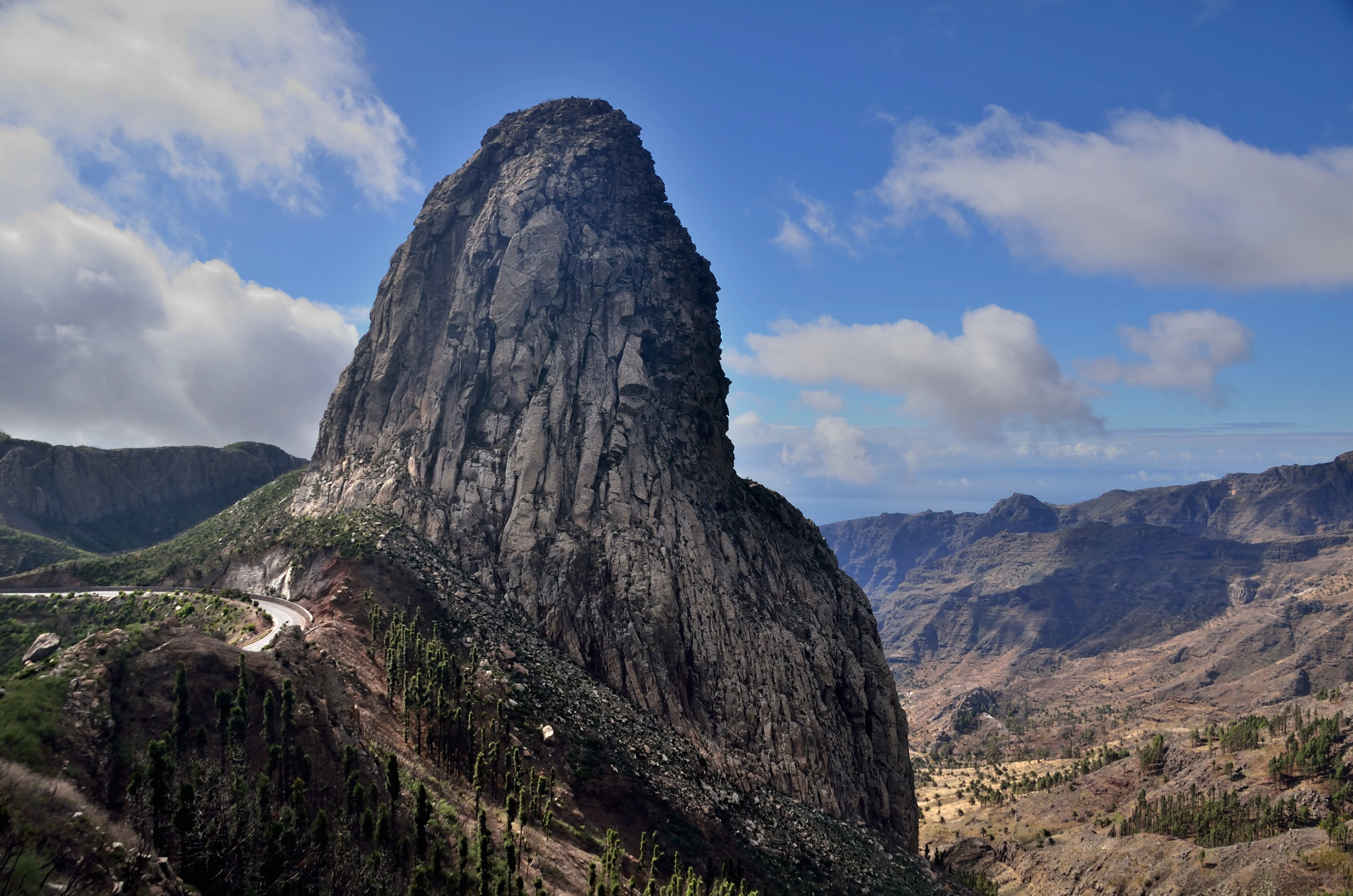
Roque de Agando
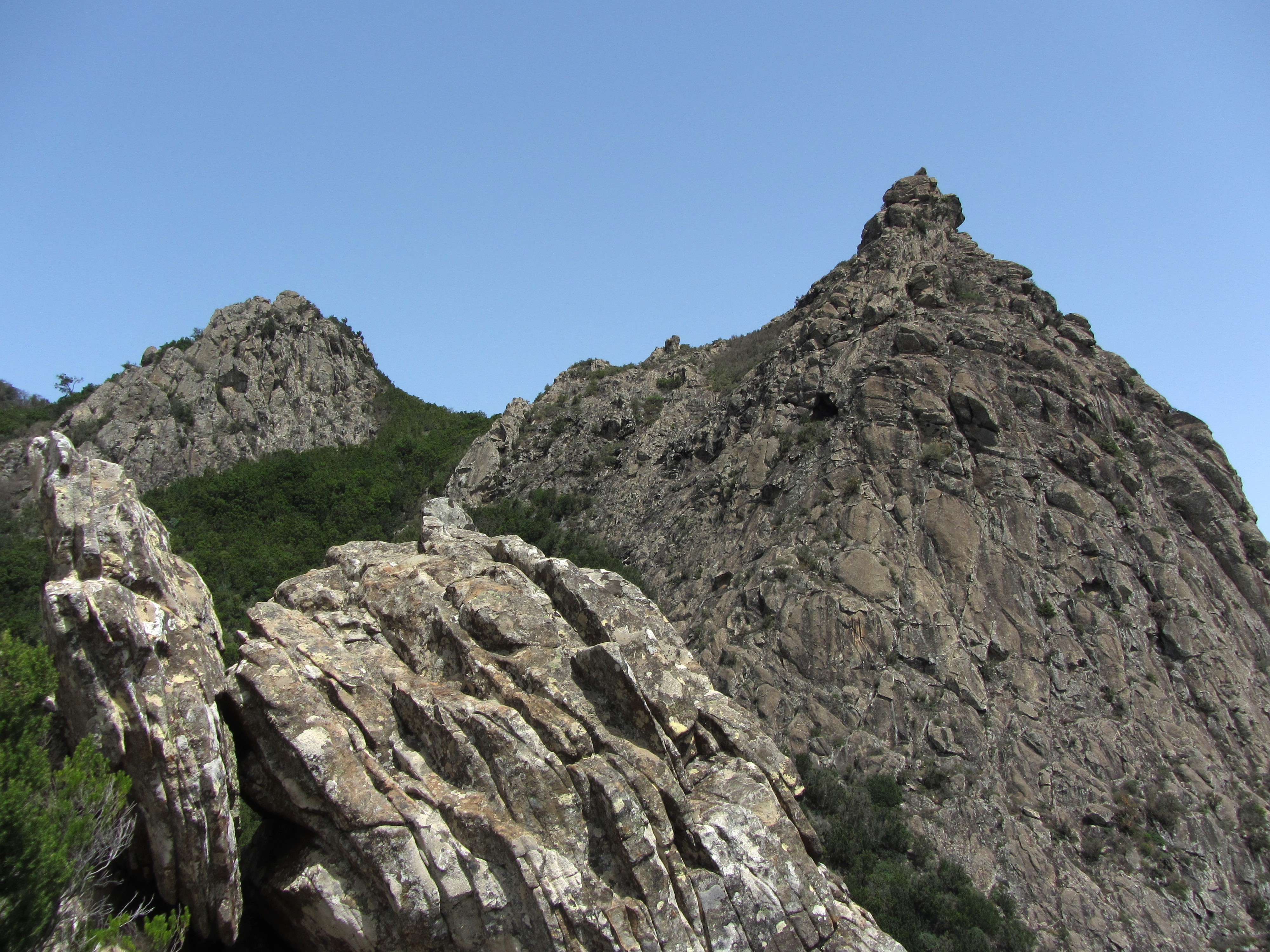
Roque de La Zarcita

Im Nationalparkgebiet herrschen gemäßigte Temperaturen mit Mittelwerten von 14 bis 15 °C. Die Niederschlagswerte liegen bei 600 bis 900 mm im Jahr. Die meisten Niederschläge treten im Herbst und im Winter auf.

## Flora
85 Prozent der Nationalparkfläche sind mit kanarischem Urwald bedeckt. Das Herzstück des Nationalparks besteht aus immergrünem Nebelwald mit bis zu zwei Meter hohen Farnen, von den Bäumen hängenden langen Bartflechten und moosbewachsenen, knorrigen Ästen.
Das knapp 1.500 Meter hohe Zentralmassiv fungiert als Wetterscheide. Die Nordseite ist wesentlich feuchter, während es nach Süden immer trockener wird. Durch das erwähnte Anstauen der Passatwolken an der Nordseite wachsen hier noch bis zu 30 Meter hohe Bäume, wie sie vor Millionen von Jahren im Mittelmeerraum zu finden waren, als dort ein feuchtwarmes Klima das Gedeihen üppiger Urwälder möglich machte. Dazu gehört auch der märchenhafte Lorbeerwald (spanisch Laurisilva) El Cedro. 
Je höher man im Nationalpark Garajonay die Hänge hinaufsteigt, desto niedriger wird der Wald. Er geht in einen etwa 3 bis 10 Meter hohen Buschwald über, der sich vor allem aus Baumheide (Erica arborea) und dem endemischen Gagelbaum (Morella faya), aber auch aus Montpellier-Zistrose (Cistus monspeliensis) und zwei endemischen Ginsterarten (Adenocarpus foliolosus und Chamaecytisus proliferus) zusammensetzt.

## Fauna
Im Nationalpark leben mehr als 1.000 Tierarten, davon über 150 endemische Arten. Nirgendwo in Europa findet man so viele endemische Arten pro Flächeneinheit. Die einzigen Säugetiere, die ohne Zutun des Menschen auf die Insel kamen, waren Fledermäuse. Unter den Vögeln fallen besonders die Bolles Lorbeertaube (Columba bollii) und die Lorbeertaube (Columba junoniae) auf. Außerdem kommen im Park Reptilien wie die Kleine Kanareneidechse (Gallotia caesaris gomerae), der Kanarenskink (Chalcides viridanus coeruleopunctatus) und Amphibien wie der Mittelmeer-Laubfrosch (Hyla meridionalis) vor. Die Mehrzahl der Tiere im Nationalpark sind wirbellose Tierarten.

## Schutz und Tourismus

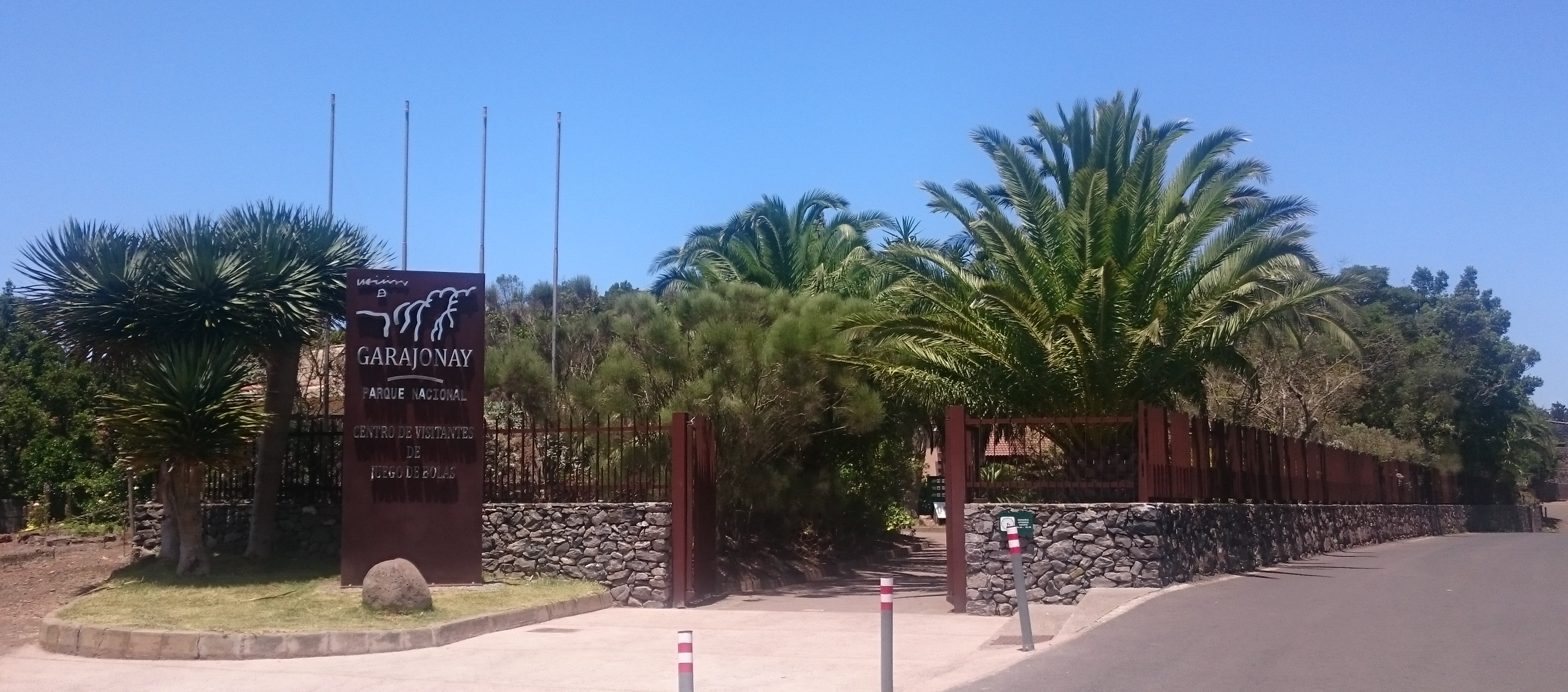
Eingang zum Besucherzentrum des Nationalparks Garajonay

Nach der Eroberung der Kanaren durch die Europäer im 15. Jahrhundert schrumpfte die ursprüngliche Waldfläche von 90.000 Hektar, was damals 10 Prozent der Kanaren ausmachte, auf die heute bestehenden knapp 17.000 Hektar. Auf La Gomera sind auch mit Hilfe des Nationalparks etwa die Hälfte seiner ursprünglichen Lorbeerwälder noch erhalten. Den Nationalpark besuchen jährlich etwa knapp eine Million Besucher.
Das Besucherzentrum Juego de Bolas befindet sich außerhalb des Parks in La Palmita-Agulo. Es ist im kanarischen Stil erbaut und bietet Ausstellungen und Filme über den Nationalpark sowie zur Geschichte und Kultur der Insel. Der Garten des Besucherzentrums ist als Botanischer Garten gestaltet und zeigt viele auf La Gomera heimische Pflanzen.

## Die Legende von Gara und Jonay
Die schöne Prinzessin Gara lebte noch vor der spanischen Eroberung im 15. Jahrhundert auf La Gomera. Sie verliebte sich in den armen Bauernsohn Jonay aus Teneriffa. Dieser fuhr aus Liebe täglich auf einem Floß zur Nachbarinsel, um seine Geliebte zu treffen. Doch die Verbindung stand unter keinem guten Stern: Ein Priester sagte den beiden großes Unheil voraus. Als sich beide das Jawort zur Eheschließung geben wollten, schien sich die Prophezeiung zu erfüllen. Ein starkes Erdbeben erschütterte Teneriffa. Der Vulkan Teide spie Lava, das Meer um La Gomera färbte sich blutrot, und die Insel begann zu glühen. Die Adelsfamilie der Prinzessin versuchte daraufhin, die Heirat der beiden zu verhindern und brachte Jonay gewaltsam nach Teneriffa zurück. Seine Liebe jedoch war so groß, dass er wenige Wochen später erneut auf La Gomera landete. Gemeinsam floh das Paar ins Hochland und versteckte sich in den dichten Wäldern hoch oben auf der Insel. Als beide keinen Ausweg für ihre Liebe mehr sahen, nahmen sie eine an beiden Enden gespitzte Lanze aus Lorbeerholz und stießen sie sich durch die Brust. In inniger Umarmung ging das Liebespaar in den Tod.
Dies ist nur eine Version von einigen verschiedenen dieser Legende. Aber seit jener Zeit, so sagen die Gomeros, trägt der höchste Berg und der heutige Nationalpark auf La Gomera den Namen Garajonay. Es gibt Prinzessin Gara und den armen Jonay auch als Steinskulpturen im Nationalpark.